# Антошкіна Лідія Іванівна
Антошкіна Лідія Іванівна (нар. 7 листопада 1954) — доктор економічних наук, ректорка Бердянського університету менеджменту і бізнесу, член-кореспондент Міжнародної академії організаційних та управлінських наук, член-кореспондент Міжнародної кадрової Академії, академік Української технологічної Академії та Вищої академії кооперації, Відмінник освіти України. 1 березня 2016 року затримана при спробі дати хабаря заступникові міністра освіти та науки.

## Біографія
Народилася 7 листопада 1954 року у Бердянську. З відзнакою закінчила Дніпропетровський Державний університет. 
На початку 90-х Л. І. Антошкіна брала активну участь у створенні та становленні Бердянського університету менеджменту і бізнесу (БУМіБ) (до 2006 р. — Бердянський інститут підприємництва), очоливши цей виш у 1997 році.
Під час акредитаційної перевірки БУМіБу на початку 2016 р. було виявлено махінації зі студентськими роботами, які виконувалися підставними особами. Ректор Л. І. Антошкіна намагалася вплинути на те, щоб керівництво Міносвіти закрило очі на ці порушення, шляхом спроби дати хабар заступнику міністра А. Гевку. Спроба дачі хабаря була зафільмована слідчими НАБУ та СБУ, й Антошкіну затримали.

У лютому 2023 року,за спробу дачі хабаря у 2016 році Лідію Іванівну НАБУ оголосило в розшук.